# Gastronomía de la Bisbal del Ampurdán
La gastronomía de la Bisbal del Ampurdán (la Bisbal d'Empordà en catalán) la conforman los dulces típicos de la ciudad del Bajo Ampurdán, Cataluña.

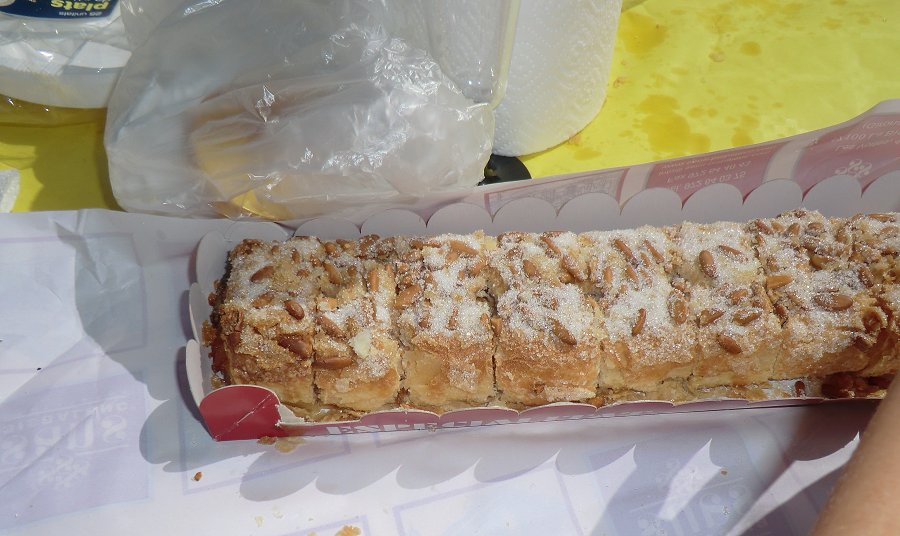
Bisbalenc

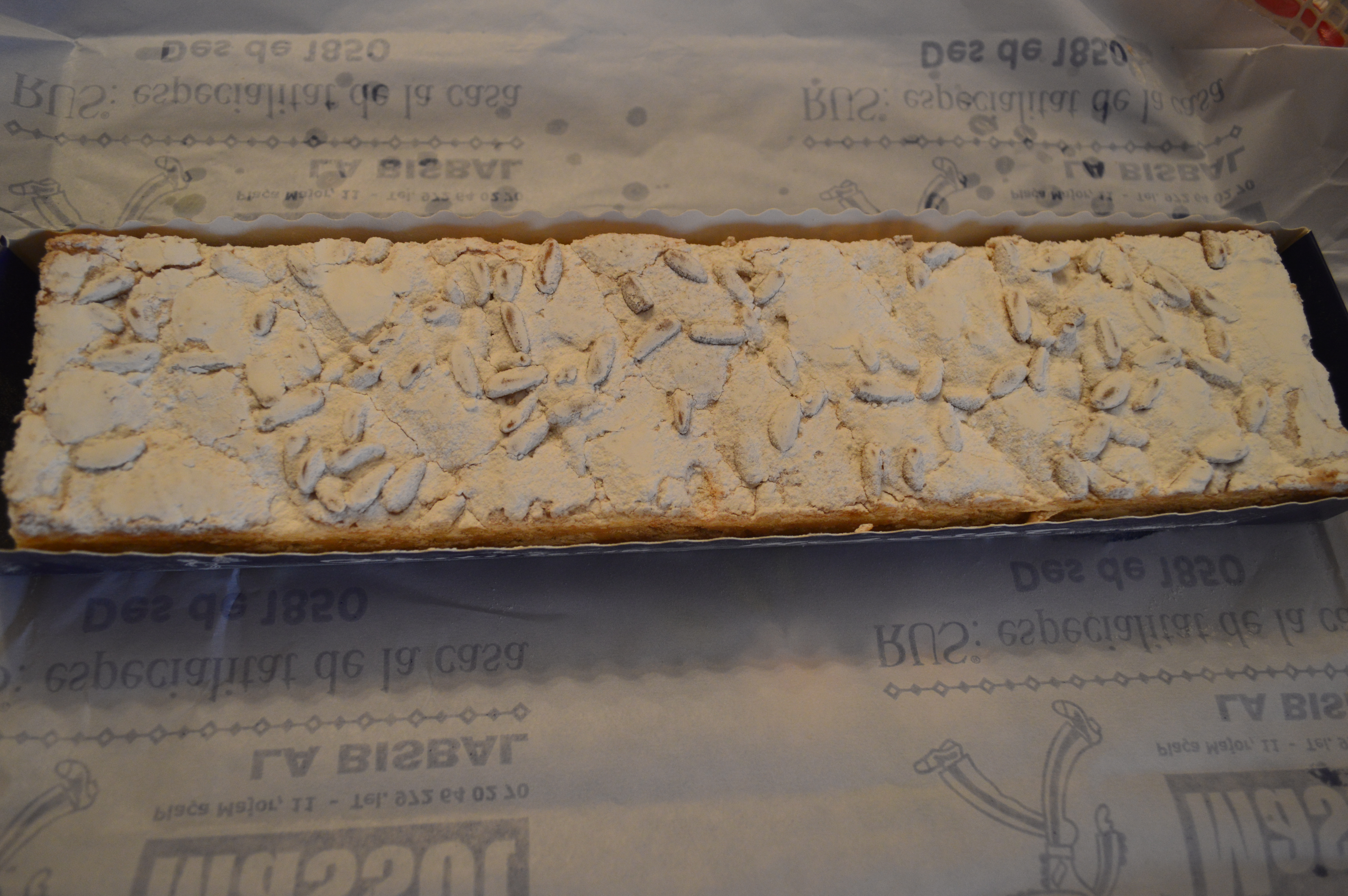
Rus de la Bisbal del Ampurdán

## Historia
La Bisbal del Ampurdán cuenta con una larga tradición en elaboración de dulces. A principios del siglo XX, la plaza Mayor y sus proximidades era el lugar donde se ubicaban las tiendas dedicadas a la pastelería. Algunos ejemplos eran la pastelería de Ramón Oliva, que desde los años 20 pasó a ser de la familia Font; Can Massot, Can Carbó y Can Domingo Sabater. Muy cerca de estas pastelerías se encontraban ca l'Arpa, que más adelante pasó a ser propiedad de Modest Sans; Can Vila, Can Graupera, Can Gratacós y Can Albertí.
Antes las pastelerías solo elaboraban dulces los viernes y fines de semana. Los viernes, día de mercado en la Bisbal, venía gente de poblaciones cercanas a hacer compras y también compraban dulces para el domingo. Por los festivos, las pastelerías ofrecían las especialidades que marcaba la tradición (tortell de Ram, turrones, barquillos y rabasses). Durante todo el año se vendían xuixos, saras, roscones, brazos de gitano o bizcochos hojales.

## Productos
- Rus (Ruso) de la pastelería Can Massot: elaborado con harina, mantequilla, claras de huevo, leche, avellanas y piñones [2]
- Bisbalenc (Bisbalense) de la pastelería Can Sans: elaborado de hojaldre, relleno de cabello de ángel y cubierto de piñones
- Càntir (Cántaro) de la pastelería Can Font
- Mil·lenni (Milenio) de la pastelería Can Font
- Galletas Graupera de Can Graupera